# أنطونيو بربر مارتينيز
أنطونيو بربر مارتينيز هو سياسي مكسيكي، ولد في 13 نوفمبر 1977 في ميتشواكان في المكسيك. نشط حزبياً في حزب العمل الوطني. وقد انتخب عضو مجلس النواب المكسيك ‏.